# Trofeo Laigueglia 2019
Il Trofeo Laigueglia 2019, cinquantaseiesima edizione della corsa, valevole come evento dell'UCI Europe Tour 2019 categoria 1.HC e della Ciclismo Cup 2019, si svolse il 17 febbraio 2019 su un percorso di 203,7 km, con partenza e arrivo a Laigueglia, in Italia. La vittoria fu appannaggio dell'italiano Simone Velasco, il quale completò il percorso in 5h10'21", alla media di 39,380 km/h, precedendo i connazionali Nicola Bagioli e Matteo Sobrero. 
Sul traguardo di Laigueglia 73 ciclisti, su 123 partenti, portarono a termine la competizione.

## Squadre e corridori partecipanti
| N.    | Cod. | Squadra                       |
| ----- | ---- | ----------------------------- |
| 1-7   | NIP  | Nippo-Vini Fantini-Faizanè    |
| 11-17 | GFC  | Groupama-FDJ                  |
| 21-27 | ALM  | AG2R La Mondiale              |
| 31-37 | ITA  | Italia                        |
| 41-47 | BRD  | Bardiani CSF                  |
| 51-57 | ANS  | Androni Giocattoli-Sidermec   |
| 61-67 | PCB  | Team Arkéa-Samsic             |
| 71-77 | GAZ  | Gazprom-RusVelo               |
| 81-87 | NSK  | Neri Sottoli Selle Italia KTM |
| 91-97 | RIW  | Riwal Readynez Cycling Team   |

| N.      | Cod. | Squadra                            |
| ------- | ---- | ---------------------------------- |
| 101-107 | ICA  | Israel Cycling Academy             |
| 111-117 | BIC  | Biesse Carrera                     |
| 121-126 | AZT  | D'Amico UM Tools                   |
| 131-137 | CPK  | Team Colpack                       |
| 141-146 | CTF  | Cycling Team Friuli                |
| 151-156 | AMO  | Amore & Vita-Prodir                |
| 161-167 | BHP  | BeltramiTSA Hopplà Petroli Firenze |
| 171-177 | IRC  | Iseo Serrature-Rime-Carnovali      |
| 181-187 | GTV  | Giotti Victoria-Palomar            |
| 191-197 | SAN  | Sangemini-Trevigiani-MG.K Vis      |

## Ordine d'arrivo (Top 10)
| Pos. | Corridore         | Squadra      | Tempo    |
| ---- | ----------------- | ------------ | -------- |
| 1    | Simone Velasco    | Neri Sottoli | 5h10'21" |
| 2    | Nicola Bagioli    | Nippo        | a 42"    |
| 3    | Matteo Sobrero    | Italia       | s.t.     |
| 4    | Francesco Gavazzi | Androni      | s.t.     |
| 5    | Nans Peters       | AG2R         | s.t.     |
| 6    | Giulio Ciccone    | Italia       | s.t.     |
| 7    | Kilian Frankiny   | Groupama     | s.t.     |
| 8    | Ildar Arslanov    | Gazprom      | s.t.     |
| 9    | François Bidard   | AG2R         | s.t.     |
| 10   | Davide Cimolai    | Israel       | a 1'18"  |